# Famille Becz de Csikszentmárton
La famille Becz de Csikszentmárton (en hongrois csikszentmártoni Becz), parfois aussi orthographié Becze, est une famille noble hongroise transylvanienne fondée au XVIe siècle.

## Histoire
La première mention de ce nom date de 1508 lorsqu'Imre Becz assista à l'assemblée des sicules d'Agyagfalva (hu) (aujourd'hui commune de Mugeni (Bögöz) en Roumanie), ce dernier faisant partie de ce groupe ethnique d'Europe centrale. Son fils Imre fut juge principal des régions de Csík, Gyergyó et Kászon en 1583, et c'est à ce titre que le prince de Transylvanie Sigismond Báthory dans une lettre de donation du 6 juillet 1583 lui accorda un terrain avec 20 serfs, et dans une autre lettre de donation datant du 29 décembre de la même année les domaines de Kászon qu'occupait István Lázár. 
Cette famille, écrit Ferenc Kállay (hu), s'est éteinte en lignée masculine avec Pál et Miklós, fils d'Imre (qui eurent de nombreuses filles) même s'il lui semble certain qu'il existe encore des traces de cette famille, comme avec Ignácz Becze qui était à la fin du XVIIIe siècle l'un des plus importants propriétaires terriens de Csikszentmárton (aujourd'hui Sânmartin en Roumanie), semblant indiquer qu'il a été fait usage de la præfectio, modalité successorale du Royaume de Hongrie permettant de désigner une femme comme successeur d'une famille (généralement en l'absence d'héritier mâle), tant pour la transmission des biens de la famille que pour leur nom.